# Wasted (canción de Carrie Underwood)
«Wasted» es el quinto y último sencillo del álbum debut de la artista Carrie Underwood, Some Hearts.
El sencillo empezó a sonar en las radios country como una canción del álbum, no como sencillo, causando que debute en las listas country semanas antes de que sea lanzado como sencillo.
En enero de 2007, Underwood grabó el video para la canción en Tampa, Florida. Este sería su cuarto video musical, y fue lanzado a principios de febrero. El video fue estrenado en Loaded.com. La canción ha vendido 705 000 copias hasta octubre de 2011.
Underwood interpretó la canción en American Idol el 8 de marzo de 2007, luego de que le hayan hecho un tributo por sus logros desde que ganó American Idol en mayo de 2005. Ella también interpretó la canción en los Academy Of Country Music Awards el 15 de mayo de 2007.

## Detalles sobre la canción
«Wasted» es una canción mid-tempo que trata el tema de la adicción, incluyendo el alcoholismo. La letra habla sobre dos personas que tratan de reencaminar sus vidas, una de ellas intenta salir de su relación adictiva y la otra liberarse de su adicción al alcohol.

## Video musical
Para el cuarto video musical del álbum Some Hearts, ella aparece en escenas simples, como en una casa. El video está grabado en su totalidad en blanco y negro, un actor interpreta al personaje que intenta liberarse de su adicción. Fue lanzado a principios de febrero, antes de lo esperado, gracias a su éxito en las radios. Una versión más corta de la canción fue incluida en el video, quitando casi un minuto de duración a la canción original.

## Posicionamiento en las listas

### Listas
| Listas (2007)                      | Posición |
| ---------------------------------- | -------- |
| Canadá (Canadian Hot 100)          | 35       |
| Estados Unidos (Billboard Hot 100) | 37       |
| Estados Unidos (Hot Country Songs) | 1        |

### Listas anuales
| Lista (2007)                 | Posición |
| ---------------------------- | -------- |
| US Country Songs (Billboard) | 7        |